# Horst (Essen)
Pour les articles homonymes, voir Horst (homonymie).
Horst est un quartier de la ville allemande de Essen, située à l'est de la ville, essentiellement situé dans les montagnes Ruhrhöhen (de).

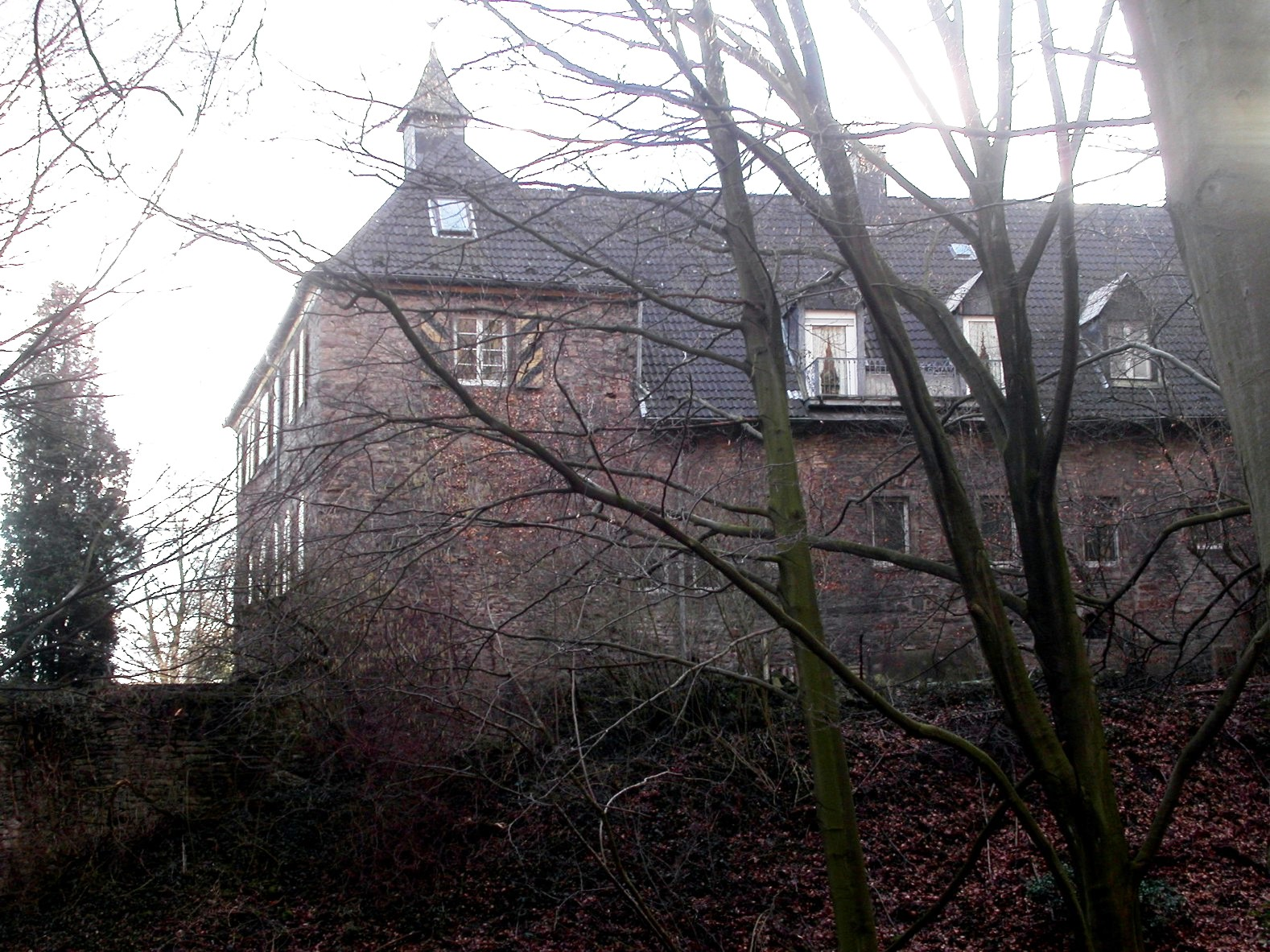
Château de Horst (2007)